# Miconia cazaletii
Miconia cazaletii är en tvåhjärtbladig växtart som beskrevs av John Julius Wurdack. Miconia cazaletii ingår i släktet Miconia och familjen Melastomataceae. Inga underarter finns listade i Catalogue of Life.